# ばかだもん
ばかだもんは、日本のバンド・TOMCATが1988年3月に発売した自主制作盤シングル。
品番：TG-8801

## 概要
- 1987年9月にヤマハ音楽振興会を離れた後のTOMCATが制作した自主制作盤シングル。収録曲には久松史奈に提供した『FOR MY FRIENDS』（歌詞違いバージョン）が含まれる。
- 当時高校に見本盤を送りつけるという活動をしていた。高校向けに同封されていたチラシによると「-新生TOMCATの音を聴かしてやろう作戦、その1-」として高校の放送部宛にタダでレコードを送っていたとのこと。

## 収録曲
1. SATURDAY NIGHT SPECIAL
2. ばかだもん
3. それゆけ MY HEART!
4. FOR MY FRIENDS
作詞、作曲：TOM、編曲：TOMCAT

## カバーした主な歌手
- 久松史奈
  - シングル『FOR MY FRIENDS』（1991年）